# Montagnes Tordrillo
Les montagnes Tordrillo, en anglais Tordrillo Mountains, sont un massif des États-Unis situé en Alaska, à environ 120 kilomètres au nord-ouest d'Anchorage. Culminant à 3 479 mètres d'altitude au mont Torbert, elles font partie de la chaîne d'Alaska
Elles comportent des volcans dont le mont Spurr, le sommet le plus au sud, entré en éruption en juin 1992.

## Liste des principaux sommets
- Mont Torbert (3 479 m)
- Mont Gerdine (3 431 m)
- Mont Spurr (3 374 m)
- Hayes Volcano (2 788 m)
- Crater Peak (2 309 m)